# Volba prezidenta Československa 1964
Volba prezidenta Československa proběhla 12. listopadu 1964 ve Vladislavském sále Pražského hradu, na schůzi Národního shromáždění Československé socialistické republiky, kterou vedl předseda Bohuslav Laštovička. Antonín Novotný byl opětovně jednohlasně zvolen československým prezidentem.

## Pozadí
Během prvního prezidentského mandátu Antonína Novotného došlo ke změně ústavy, která zkrátila prezidentské volební období na pět let, avšak neomezovala počet po sobě jdoucích mandátů. Ústava změnila také název státu na Československá socialistická republika.

## Průběh volby
Prezidentské volby se účastnilo všech 294 poslanců, kteří hlasovali zdvihnutím ruky. Novotný obdržel hlasy všech přítomných poslanců Národního shromáždění. Šest poslanců se omluvilo z důvodu nemoci.

## Prezidentský slib
Prezident Antonín Novotný složil prezidentský slib podle článku 64. novelizované Ústavy Československé socialistické republiky:    
Novotný: Slibuji na svou čest a svědomí věrnost československé socialistické republice a věci socialismu. Své povinnosti budu konat podle vůle lidu a v zájmu lidu, budu dbát blaha republiky a zachovávat ústavu a ostatní zákony socialistického státu.
3. schůze Národního shromáždění ČSSR